# Modelo artístico
Nas artes plásticas, um modelo artístico é uma pessoa que posa para um artista visual como parte do processo criativo. Os tipos mais comuns de arte que utilizam modelos são desenho, pintura, escultura e fotografia, por exemplo. O desenho ou pintura de um modelo vivo é um exercício onde o objetivo é desenhar o corpo humano em suas diversas formas e posições.
Os modelos de arte geralmente são profissionais mas eventualmente os artistas se utilizam de pessoas conhecidas como modelo, um exemplo popular diz respeito a Norman Rockwell que usou seus amigos e vizinhos como modelos, tanto para seu trabalho de arte comercial quanto para suas obras de arte.
O papel dos modelos de arte tem mudado através de diferentes eras como o significado assim como a importância da figura humana na arte e na sociedade mudam.  Mais do que ser simplesmente objeto de arte, os modelos são muitas vezes consideradas como musas, uma fonte de inspiração, sem os quais a arte não existiria.

## Poses

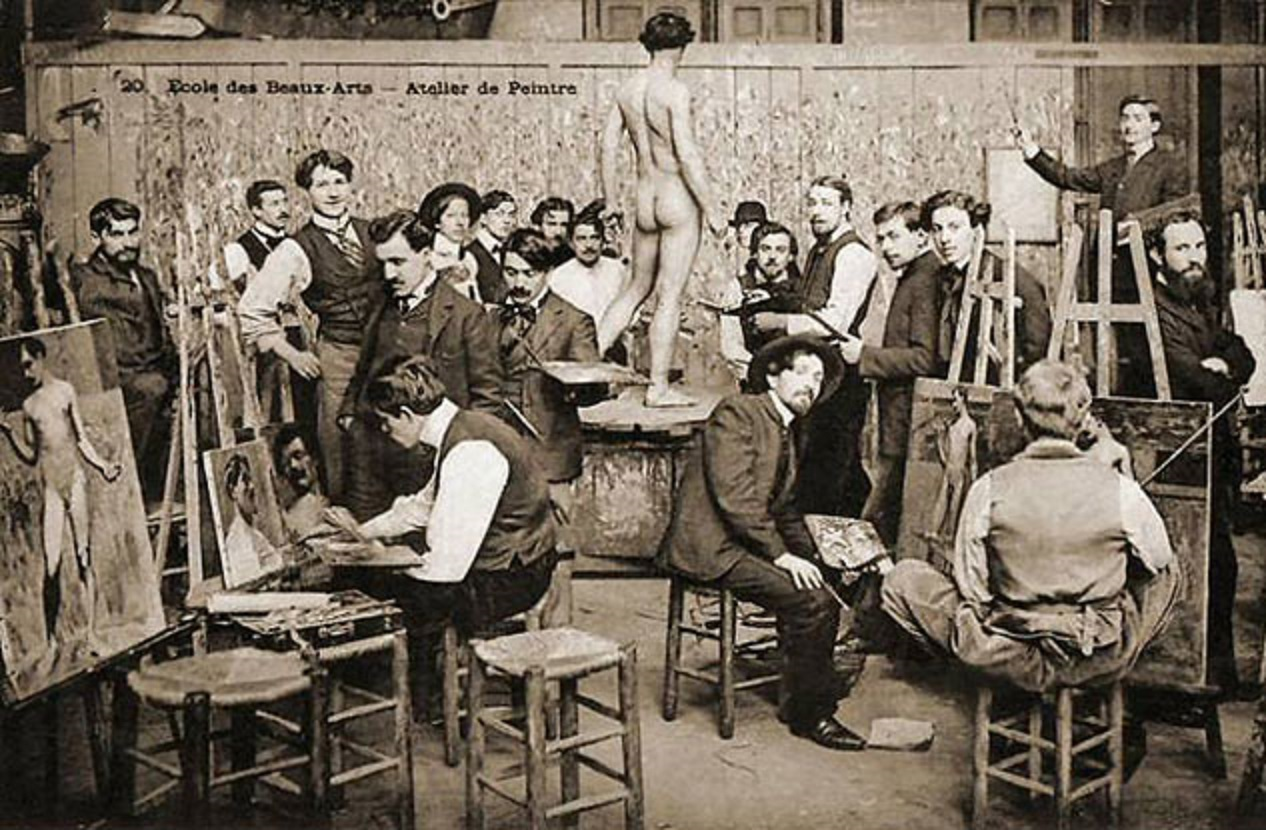
Modelo masculino posando na École des Beaux-Arts, no século XIX

As poses podem variar em duração desde segundos a muitas horas. Há um exercício de desenho onde o modelo se move lenta mas continuamente, mas a duração mais breve é de um minuto. Poses dinâmicas curtas são usadas para exercícios de  desenhos gestuais ou aquecimentos, com o modelo tomando posições extenuantes ou precárias que não poderiam ser sustentadas por um longo tempo, mas tempo suficiente para o artista captar rapidamente a essência da posição. As sessões de desenho procedem geralmente em grupos de 5, 10, 15 ou 20 minutos, para um total de três horas. Poses ativas, gestuais, ou desafiadoras em pé são muitas vezes marcada para o início de uma sessão quando o nível de energia dos modelos é maior. Os exercícios específicos ou planos de aula podem exigir um determinado tipo de postura, mas mais frequentemente o modelo é esperado fazer uma série de poses com pouca direção. Quanto mais um modelo sabe sobre os tipos de exercícios usados para ensinar a arte, melhor eles se tornam para posar.